# 奧布日茨科

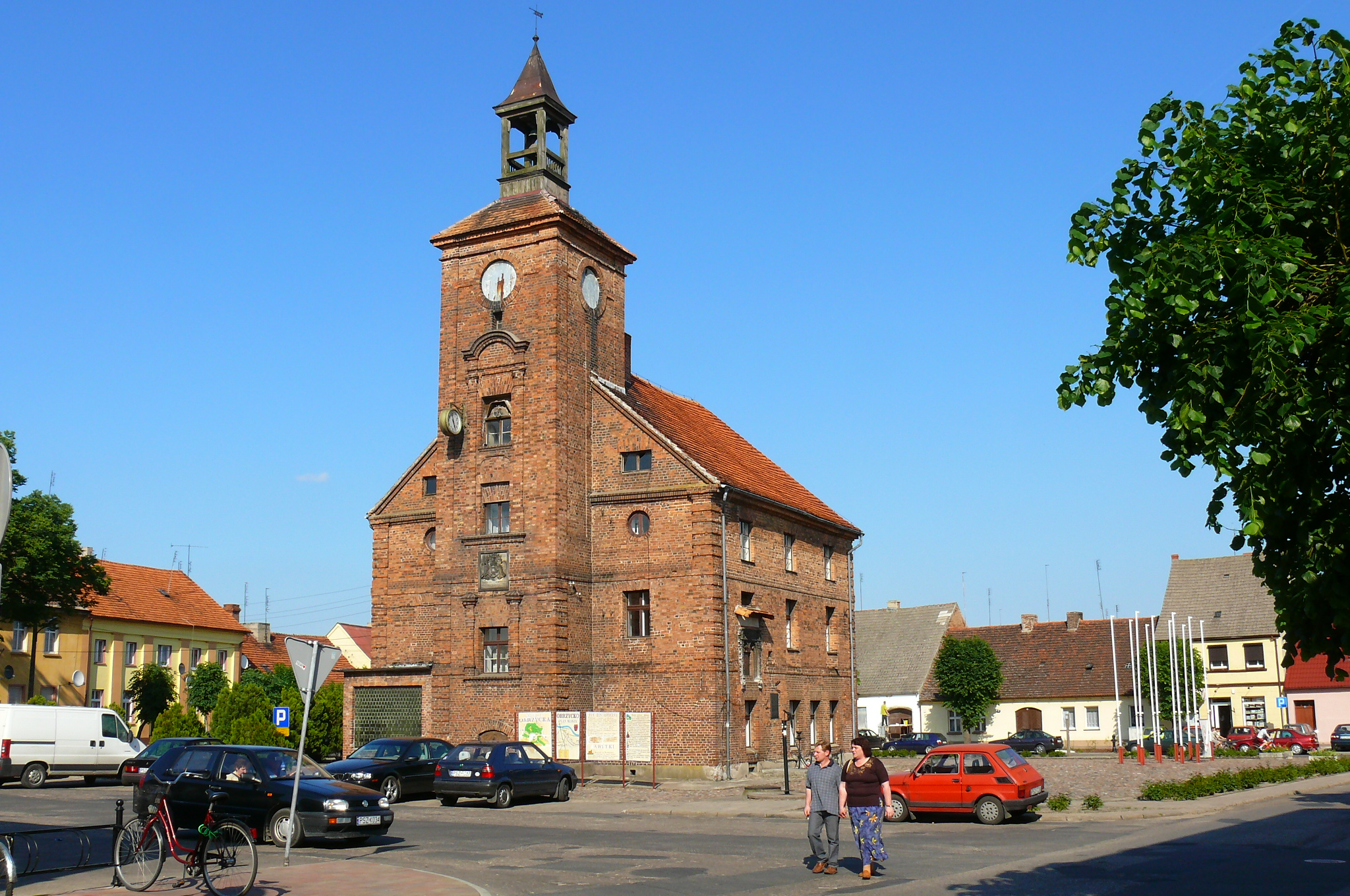

奧布日茨科是波蘭的城鎮，位於該國西部，由大波蘭省負責管轄，始建於十三世紀，面積3.72平方公里，鎮上的天主教教堂建於1714年，2006年人口2,170。

## 外部連結
- The town and commune of Obrzycko (in Polish)
- The town of Obrzycko （页面存档备份，存于）
- Map of Obrzycko

52°42′N 16°32′E / 52.700°N 16.533°E